# Saint-Marcel-Campes
Saint-Marcel-Campes är en kommun i departementet Tarn i regionen Occitanien i södra Frankrike. Kommunen ligger i kantonen Cordes-sur-Ciel som tillhör arrondissementet Albi. År 2022 hade Saint-Marcel-Campes 230 invånare.

## Befolkningsutveckling
Antalet invånare i kommunen Saint-Marcel-Campes
| Referens: INSEE |